# John Simm
John Simm (Leeds, 10 luglio 1970) è un attore britannico.
È conosciuto principalmente per aver interpretato il personaggio di Sam Tyler nella serie televisiva britannica Life on Mars e quello del Maestro nella serie televisiva Doctor Who. Nella sua carriera ha avuto anche ruoli importanti nelle serie televisive drammatiche The Lakes, State of Play e The Devil's Whore, nella miniserie Collateral e nei film Human Traffic, Wonderland e 24 Hour Party People.

## Biografia
John Simm nasce a Leeds nello Yorkshire, il maggiore di tre fratelli. È cresciuto a Nelson nel Lancashire, nonostante la sua famiglia si spostasse in molti luoghi del nord-ovest, come Manchester, Colne, Burnley e Blackpool. Suo padre, Ronald Simm, era un musicista ed insegnò a suonare la chitarra a suo figlio. Dall'età di dodici anni John aiutava suo padre nei suoi spettacoli, fino ad arrivare a suonare la chitarra per lui. Andò avanti così per cinque anni e durante questo tempo John diventò un bravo chitarrista.
Dal 1986 frequentò per tre anni il Blackpool and The Fylde College di Lytham St. Annes ed ebbe le sue prime esperienze recitative, partecipando ai musical Guys and Dolls e West Side Story al The Grand Theatre. Ben presto capì che recitare in dei musical non faceva per lui, perciò si unì ad un gruppo amatoriale drammatico a cui partecipava durante il suo tempo libero, ed ottenne ruoli importanti in Billy Liar e Amadeus. Dopo questo si trasferì a Londra per frequentare il Drama Centre London, dove studiò il metodo Stanislavskij, laureandosi nel 1992.

### Carriera
La carriera di John Simm inizia nel 1992, interpretando Joby Johnson in un episodio della serie televisiva Le avventure di Bailey. Nel anno successivo ottiene vari ruoli che lo aiutarono a migliorare le sue doti davanti alla cinepresa, recitando nelle serie televisive Oasis, Heartbeat e The Bill. Riuscì ad ottenere anche il ruolo del protagonista Kendle Bains nella sitcom della BBC Men of the World, in cui ha recitato assieme a David Threlfall.
Nel 1995 recita il ruolo del adolescente turbolento Bill Preece in due episodi della serie televisiva poliziesca della ITV plc Cracker. Partecipò inoltre al suo primo film; Boston Kickout con Andrew Lincoln.
Dopo aver passato un anno a recitare in teatro, nel 1997 entrò a far parte del cast della serie televisiva The Lakes nel ruolo di Danny Kavanagh e partecipa a tre episodi di The Locksmith. La serie The Lakes continuò fino al 1999, anno in cui Simm recitò in due film importanti: Human Traffic di Justin Kerrigan e Wonderland di Michael Winterbottom.
Nel 2000 appare nel episodio pilota di Clocking Off, scritto da Paul Abbott, con il quale avrebbe in seguito lavorato anche nella serie political-thriller State of Play. In entrambe le serie è inoltre presente Philip Glenister, con il quale avrebbe poi collaborato anche in Life on Mars e Mad Dogs. Sempre nel 2000 partecipa inoltre al film per la televisione Never Never nel ruolo di John Parlour.
Nel 2002 partecipa ad un altro film di Michael Winterbottom, 24 Hour Party People nel ruolo del frontman dei New Order Bernard Sumner. Successivamente recita nel ruolo di Rodion Romanovich Raskolnikov nell'adattamento della BBC di Delitto e castigo ed appare nel film Tripla identità accanto a Christina Ricci e John Hurt.
Nel 2004 recita nel ruolo dell'investigatore Daniel Appleton nel film per la televisione vincitore di un premio BAFTA Sex Traffic.
Tra il 2006 ed il 2007 recita nel ruolo per cui è maggiormente ricordato, ossia quello del Detective Sam Tyler della serie televisiva Life on Mars. La serie ha vinto il Pioneer Audience Award for Best Programme ai BAFTA TV Awards del 2007, nei quali l'attore aveva anche ricevuto una nomination nella sezione Best Actor, che però non riuscì a vincere.
Nel marzo 2007 partecipa al film The Yellow House prodotto dalla Talkback Thames e basato sull'omonimo libro di Martin Gayford. La storia parla della turbolenta relazione tra l'artista Vincent van Gogh (interpretato da Simm) e Paul Gauguin (interpretato da John Lynch). Sempre nello stesso anno entra a far parte del cast di Doctor Who nel ruolo del Maestro, la nemesi del Dottore. È finora apparso nella serie negli ultimi tre episodi della terza stagione ed anche nei due episodi speciali andati in onda negli Stati Uniti durante il Natale 2009. Riprenderà il ruolo del Maestro anche nella decima stagione, in onda nel 2017, a fianco di Michelle Gomez.
Nel 2008 ottiene il ruolo di Edward Sexby nella miniserie in quattro parti The Devil's Whore, che narra le vicende della Guerra civile inglese. Girato in Sudafrica, il dramma include nel suo cast anche Dominic West nel ruolo di Oliver Cromwell e Andrea Riseborough.
Successivamente è stato impegnato in un altro progetto del regista Michael Winterbottom dal titolo Seven Days, che sarà filmato in tempo reale nell'arco di cinque anni.

### Vita privata
John Simm si è sposato con l'attrice Kate Magowan nell'aprile 2004 nella Foresta di Dean. I due hanno due figli: Ryan, nato il 13 agosto 2001 e Molly, nata il 9 febbraio 2007.

## Filmografia

### Cinema
- Boston Kickout, regia di Paul Hills (1995)
- Diana & Me, regia di David Parker (1997)
- Wonderland, regia di Michael Winterbottom (1999)
- Human Traffic, regia di Justin Kerrigan (1999)
- Understanding Jane, regia di Caleb Lindsay (2001)
- Tripla identità (Miranda), regia di Marc Munden (2002)
- 24 Hour Party People, regia di Michael Winterbottom (2002)
- Ten Minute Movie, regia di Imogen Murphy – cortometraggio (2004)
- Brothers of the Head, regia di Keith Fulton e Louis Pepe (2005)
- Devilwood, regia di Sacha Bennett – cortometraggio (2006)
- Tu£sday, regia di Sacha Bennett (2008)
- Everyday, regia di Michael Winterbottom (2012)
- Joey, regia di William Ash e Andrew Knott – cortometraggio (2020)

### Televisione
- Le avventure di Bailey (Rumpole of the Bailey) – serie TV, episodio 7x04 (1992)
- Oasis – serie TV, 7 episodi (1993)
- Heartbeat – serie TV, episodio 2x09 (1993)
- Metropolitan Police (The Bill) – serie TV, episodio 9x95 (1993)
- A Pinch of Snuff, regia di Sandy Johnson – miniserie TV (1994)
- Men of the World – serie TV, 12 episodi (1994-1995)
- Screen One – serie TV, episodio 6x05 (1994)
- Chiller – serie TV, episodio 1x03 (1995)
- Cracker – serie TV, episodi 3x04-3x05 (1995)
- The Locksmith – miniserie TV, puntate 01-03-04 (1997)
- The Lakes – serie TV, 14 episodi (1997-1999)
- Forgive and Forget, regia di Aisling Walsh – film TV (2000)
- Clocking Off – serie TV, episodio 1x01 (2000)
- Never Never, regia di Julian Jarrold – miniserie TV (2000)
- Spaced – serie TV, episodio 2x01 (2001)
- Is Harry on the Boat?, regia di Menhaj Huda – film TV (2001)
- Magic Hour, regia di Steve Barker – cortometraggio TV (2002)
- Crime & Punishment, regia di Julian Jarrold – miniserie TV (2002)
- White Teeth – miniserie TV, puntata 01 (2002)
- The Real Casanova, regia di Neil Rawles – documentario TV (2003)
- State of Play, regia di David Yates – miniserie TV (2003)
- Canterbury Tales – miniserie TV, puntata 03 (2003)
- The All Star Comedy Show, regia di Matt Lipsey – film TV (2004)
- Nerone (Imperium: Nerone), regia di Paul Marcus – miniserie TV (2004)
- Sex Traffic, regia di David Yates – miniserie TV (2004)
- Blue/Orange, regia di Howard Davies – film TV (2005)
- Life on Mars – serie TV, 16 episodi (2006-2007)
- Doctor Who – serie TV, 7 episodi (2007-2010, 2017)
- The Yellow House, regia di Chris Durlacher – film TV (2007)
- The Devil's Whore, regia di Marc Munden – miniserie TV (2008)
- Skellig, regia di Annabel Jankel – film TV (2009)
- Moving On – serie TV, episodio 2x04 (2010)
- Exile, regia di John Alexander – miniserie TV (2011)
- Mad Dogs – serie TV, 14 episodi (2011-2013)
- The Village – serie TV, 12 episodi (2013-2014)
- Prey – serie TV, episodi 1x01-1x02-1x03 (2014)
- Intruders – serie TV, 8 episodi (2014)
- Code of a Killer, regia di James Strong – miniserie TV, (2015)
- Toast of London – serie TV, episodio 3x06 (2015)
- The Catch – serie TV, 15 episodi (2016-2017)
- Trauma, regia di Marc Evans – miniserie TV (2018)
- Collateral, regia di S. J. Clarkson – miniserie TV (2018)
- Strangers – serie TV, 8 episodi (2018)
- Cold Courage – serie TV, 8 episodi (2020)
- Crime – serie TV, episodi 1x04-1x05-1x06 (2021)
- Le indagini di Roy Grace (Grace) – serie TV, 12 episodi (2021-2024)

## Doppiatori italiani
John Simm è stato doppiato da:
- Alberto Bognanni in Life on Mars, Intruders, Doctor Who (ep. 10x11-12)
- Davide Lepore in The Catch, Collateral
- Francesco Prando in Nerone
- Fabio Boccanera in Doctor Who (st. 3-4)
- Roberto Gammino ne Le indagini di Roy Grace